# كريغ فاغان
كريغ فاغان (بالإنجليزية: Craig Fagan)‏ (مواليد 11 ديسمبر 1982 في برمينغهام - إنجلترا) لاعب كرة قدم إنجليزي يلعب حاليا لصالح نادي الدرجة الممتازة هال سيتي الإنجليزي منذ 2008 في مركز الجناح كما يجيد اللعب في مركز المهاجم .

## روابط خارجية
- كريغ فاغان على موقع قاعدة بيانات كرة القدم.إي يو (الإنجليزية)
- كريغ فاغان على موقع Soccerbase.com (لاعب) (الإنجليزية)
- كريغ فاغان على موقع Soccerway.com (الإنجليزية)
- كريغ فاغان على موقع عالم كرة القدم.نت (الإنجليزية)
- كريغ فاغان على موقع كووورة